# Gentleman (muzičar)
Tilman Oto (19. april 1975, Osnabrik, Nemačka) poznatiji kao Džentlman (engl. Gentleman)  je nemački rege muzičar. Važi za jednog od najpopularnijih rege muzičara van Jamajke.
Živi u Kelnu, ali ponekad navodi Jamajku kao svoju drugu kuću.
Već sa 17 godina je posetio Jamajku i od tada mu kolevka reggae muzike predstavlja drugi dom. Veliki uticaj na Džentlman su imali čuveni muzičari poput Denisa Brauna, Gregorija Ajzaksa, Boba Marlija.
Za sebe kaže da je ljubitelj svake muzike koja dolazi iz srca, ali da rege muzika, posebno roots reggae sadrži mnogo istine i mudrosti u svojim tekstovima. 
Vreme koje redovno provodi u Kingstonu, muzika koju stvara i tekstovi koje pise ucinilo je da Gentleman i u reggae postojbini postane popularan i cenjen. Prva tri studijska albuma "Trodin On", "Journey To Jah" i "Confidence", te pesme poput "Dem Gone", "Superior" i "Send A Prayer" vec danas su klasici reggae žanra. 
Danas, Džentlman sa The Far East Bandom promovise svoj četvrti album "Another Intensity".

## Diskografija
- 1999. – Trodin On
- 2002. – Journey To Jah
- 2003. – Gentleman & The Far East Band Live
- 2004. – Confidence
- 2007. – Another Intensity
- 2010. – Diversity

## Egzit 2008
Zajedno sa The Far East Bandom nastupao je na Egzitu (10. jula).

## Spoljašnje veze
- Zvaničan sajt
- gentleman-music.com